# Cibubukan
Cibubukan is een bestuurslaag in het regentschap Aceh Singkil van de provincie Atjeh, Indonesië. Cibubukan telt 453 inwoners (volkstelling 2010).